# Kazuto Nakazawa
Kazuto Nakazawa (japanisch 中澤 一登, Nakazawa Kazuto; * 4. März 1968) ist ein japanischer Animator, Regisseur und Charakterdesigner. Zu seinen bekanntesten Werken gehören ein animiertes Kapitel des Films Kill Bill – Volume 1 sowie die Anime Parasite Dolls und Samurai Champloo.

## Leben
Bereits in der Schule zeichnete Kazuto Nakazawa viel und interessierte sich für Anime und Manga sowie Hollywood-Filme. Zwar hatte er zunächst keine großen Ambitionen, ging aber wegen fehlender anderer Berufswünsche in eine Ausbildung an der Tōkyō Animation Gakuin und begann danach seine Berufslaufbahn beim Studio Magic Bus. Er arbeitete in den 1990er Jahren zunächst als Key- und dann Animationsregisseur an verschiedenen Anime-Produktionen für Kino und Video mit, darunter Rōjin Z, Arslan Senki, sowie der Filmumsetzung von Fatal Fury, Garō Densetsu – The Motion Picture. Die erste Beteiligung als Charakterdesigner war für die erste Original Video Animation der Reihe El Hazard. Es folgten weitere Aufträge in diesem Bereich, darunter für die Fernsehserien Final Fantasy Unlimited 2001 und Samurai Champloo 2004. Die Figuren entwarf Nakazawa auch für das Computerspiel Tales of Legendia von 2005. Daneben war Nakazawa ab 2001 als Regisseur aktiv, erstmals für eine animierte Szene in Kill Bill – Volume 1 sowie später unter anderem für das Musikvideo zum Lied Breaking the Habit von Linkin Park und dem Beitrag Moondrive zur Anthologie Genius Party Beyond.
Darüber hinaus produziert Kazuto Nakazawa auch Werbefilme, so 2014 für Manchester United und Nissin Foods oder bereits früher eine Werbung für Kirin Beer, die beim Holland Animated Film Festival ausgezeichnet wurde. Für die jeweils dreiteilige Nightwatch-Light-Novel-Reihe (2000–2002) von Kōhei Kadono und die drei Light Novels zu Ghost in the Shell: Stand Alone Complex (2004–2005) von Jun’ichi Fujisaki zeichnete er die Illustrationen.

## Filmografie
- 1995: El Hazard (Charakterdesign)
- 2001: Final Fantasy Unlimited (Charakterdesign)
- 2002: Armitage III – Dual Matrix (Key-Animation)
- 2003: Animatrix: A Detective Story, Kid’s Story (Key-Animation)
- 2003: Kill Bill – Volume 1 – Kapitel 3: Die Herkunft von O-Ren (Regie)
- 2003: Parasite Dolls (Regie)
- 2003: Ashita no Nadja (Charakterdesign, Animationsregie)
- 2004: Breaking the Habit (Musikvideo, Regie)
- 2004: Samurai Champloo (Charakterdesign, Gesamt-Animationsregie)
- 2007: Ani*Kuri15: Yurururu – Nichijō-hen (Regie)
- 2008: Genius Party Beyond: Moondrive (Regie)
- 2010: Saraiya Goyō (Charakterdesign, Animationsregie)
- 2014: Zankyō no Terror (Characterdesign, Gesamt-Animationsregie)